# Düsseldorfer Turn- und Sportverein Fortuna 1895 1974-1975
Questa voce raccoglie le informazioni riguardanti il Düsseldorfer Turn- und Sportverein Fortuna 1895 nelle competizioni ufficiali della stagione 1974-1975.

## Stagione
Nella stagione 1974-1975 il Fortuna Düsseldorf, allenato da Heinz Lucas e Manfred Krafft, concluse il campionato di Bundesliga al 6º posto. In Coppa di Germania il Fortuna Düsseldorf fu eliminato ai quarti di finale dal Rot-Weiss Essen. In Coppa UEFA il Fortuna Düsseldorf fu eliminato agli ottavi di finale dal FC Amsterdam.

## Rosa
| N. |                     | Ruolo | Calciatore       |
| -- | ------------------- | ----- | ---------------- |
|    | Germania (bandiera) | P     | Kurt Büns        |
|    | Germania (bandiera) | P     | Wilfried Woyke   |
|    | Germania (bandiera) | D     | Heiner Baltes    |
|    | Germania (bandiera) | D     | Robert Begerau   |
|    | Germania (bandiera) | D     | Peter Biesenkamp |
|    | Germania (bandiera) | D     | Peter Czernotzky |
|    | Germania (bandiera) | D     | Fred Hesse       |
|    | Germania (bandiera) | D     | Egon Köhnen      |
|    | Germania (bandiera) | D     | Werner Kriegler  |

| N. |                     | Ruolo | Calciatore         |
| -- | ------------------- | ----- | ------------------ |
|    | Germania (bandiera) | D     | Gerd Zimmermann    |
|    | Germania (bandiera) | C     | Dieter Brei        |
|    | Germania (bandiera) | C     | Klaus Budde        |
|    | Germania (bandiera) | C     | Horst-Franz Degen  |
|    | Germania (bandiera) | C     | Gerd Zewe          |
|    | Germania (bandiera) | A     | Karl-Heinz Brücken |
|    | Germania (bandiera) | A     | Reiner Geye        |
|    | Germania (bandiera) | A     | Dieter Herzog      |
|    | Germania (bandiera) | A     | Wolfgang Seel      |

## Organigramma societario
Area tecnica
- Allenatore: Manfred Krafft
- Allenatore in seconda:
- Preparatore dei portieri:
- Preparatori atletici:

## Calciomercato

### Sessione estiva
| Acquisti | Acquisti           | Acquisti          | Acquisti |
| R.       | Nome               | da                | Modalità |
| -------- | ------------------ | ----------------- | -------- |
| A        | Karl-Heinz Brücken | Borussia Dortmund |          |
| D        | Peter Czernotzky   | Borussia Dortmund |          |
| D        | Gerd Zimmermann    | Fortuna Colonia   |          |

| Cessioni | Cessioni          | Cessioni             | Cessioni |
| R.       | Nome              | a                    | Modalità |
| -------- | ----------------- | -------------------- | -------- |
| A        | Hans-Joachim Abel | Westfalia Herne      |          |
| A        | Udo Klohs         | Alemannia Aquisgrana |          |
| D        | Hans-Georg Kraus  | TeBe Berlino         |          |
| D        | Werner Lungwitz   | Velbert              |          |
| C        | Hans Schulz       | Alemannia Aquisgrana |          |

### Sessione invernale
| Acquisti | Acquisti | Acquisti | Acquisti |
| R.       | Nome     | da       | Modalità |
| -------- | -------- | -------- | -------- |

| Cessioni | Cessioni | Cessioni | Cessioni |
| R.       | Nome     | a        | Modalità |
| -------- | -------- | -------- | -------- |

## Risultati

### Bundesliga

#### Girone di andata
| Arbitro: | Tschenscher |

|                                         |           |                                            |
| Kliemann 18’ Beer 54’ Müller 90’ (rig.) | Marcatori | 41’ Seel 45’ (rig.) Geye 86’ (rig.) Herzog |

| Arbitro: | Biwersi |

|                                         |           |  |
| Herzog 3’ Geye 54’ (rig.), 75’ Zewe 65’ | Marcatori |  |

| Arbitro: | Betz |

|                      |           |                           |
| Simmet 19’ Flohe 27’ | Marcatori | 50’ Budde 68’ (rig.) Geye |

| Arbitro: | Picker |

|                   |           |  |
| Zewe 17’ Geye 56’ | Marcatori |  |

| Arbitro: | Frickel |

|                                          |           |  |
| Budde 35’ Kremers 36’ Fischer 59’ (rig.) | Marcatori |  |

| Arbitro: | Riegg |

|                     |           |                      |
| Herzog 14’ Seel 65’ | Marcatori | 51’ Bründl 72’ Frank |

| Brema 4 ottobre 1974, ore 20:00 CET 7ª giornata | Werder Brema | 0 – 0 referto | Fortuna Düsseldorf | Weserstadion (14 500 spett.)\| Arbitro: \| Berner \| |
| Arbitro:                                        | Berner       |               |                    |                                                      |

| Arbitro: | Haselberger |

|                                   |           |                           |
| Brei 35’ Zewe 65’ Geye 74’ (rig.) | Marcatori | 38’ Wittkamp 60’ Simonsen |

| Arbitro: | Redelfs |

|                                                          |           |  |
| Körbel 10’ (rig.) Beverungen 32’ Nickel 46’ Rohrbach 74’ | Marcatori |  |

| Arbitro: | Schröder |

|                              |           |                              |
| Geye 2’, 42’ (rig.) Seel 27’ | Marcatori | 72’ Stolzenburg 77’ Sühnholz |

| Arbitro: | Schmoock |

|                 |           |  |
| Riedl 7’ (rig.) | Marcatori |  |

| Arbitro: | Roth |

|          |           |             |
| Brei 53’ | Marcatori | 36’ Büssers |

| Arbitro: | Gabor |

|                 |           |                   |
| Burgsmüller 69’ | Marcatori | 64’ Seel 72’ Geye |

| Arbitro: | Klauser |

|  |           |           |
|  | Marcatori | 67’ Balte |

| Arbitro: | Tschenscher |

|                       |           |          |
| Eigl 22’ Memering 64’ | Marcatori | 32’ Seel |

| Arbitro: | Basedow |

|                                     |           |  |
| Müller 35’, 38’, 90’ Kapellmann 83’ | Marcatori |  |

| Arbitro: | Zuchantke |

|                                      |           |                            |
| Herzog 47’ Baltes 58’ Zimmermann 62’ | Marcatori | 72’ Kostedde 90’ Schwemmle |

#### Girone di ritorno
| Düsseldorf 25 gennaio 1975, ore 15:30 CET 18ª giornata | Fortuna Düsseldorf | 0 – 0 referto | Hertha Berlino | Rheinstadion (13 000 spett.)\| Arbitro: \| Meuser \| |
| Arbitro:                                               | Meuser             |               |                |                                                      |

| Arbitro: | Engel |

|             |           |          |
| Stickel 27’ | Marcatori | 20’ Seel |

| Arbitro: | Riegg |

|                                        |           |  |
| Seel 9’ Zimmermann 75’ (rig.) Brei 90’ | Marcatori |  |

| Arbitro: | Zuchantke |

|                      |           |                              |
| Gerber 18’ Dupke 30’ | Marcatori | 37’, 57’ Zimmermann 60’ Geye |

| Arbitro: | Dreher |

|                     |           |           |
| Herzog 18’ Geye 35’ | Marcatori | 83’ Budde |

| Arbitro: | Frickel |

|                                                    |           |  |
| Merkhoffer 21’ Zimmermann 31’ (aut.) Gersdorff 40’ | Marcatori |  |

| Arbitro: | Haselberger |

|                                       |           |                    |
| Zimmermann 37’ Geye 64’ Brei 68’, 79’ | Marcatori | 87’ (rig.) Höttges |

| Arbitro: | Schröder |

|                              |           |           |
| Jensen 11’ Heynckes 40’, 48’ | Marcatori | 90’ Hesse |

| Arbitro: | Ohmsen |

|                   |           |                         |
| Seel 10’ Zewe 60’ | Marcatori | 18’ Kraus 33’ Grabowski |

| Arbitro: | Engel |

|            |           |                                   |
| Jakobs 77’ | Marcatori | 10’, 48’ Budde 11’ Hesse 28’ Geye |

| Arbitro: | Lutz |

|                         |           |  |
| Zimmermann 12’ Seel 44’ | Marcatori |  |

| Arbitro: | Gabor |

|  |           |                                     |
|  | Marcatori | 22’ (rig.) Brei 33’ Herzog 54’ Seel |

| Arbitro: | Redelfs |

|                                       |           |  |
| Seel 13’ Geye 16’ Herzog 75’ Brei 83’ | Marcatori |  |

| Arbitro: | Zuchantke |

|                                             |           |                      |
| Tenhagen 7’ Köper 55’ Balte 69’, 89’ (rig.) | Marcatori | 44’ (rig.), 75’ Brei |

| Düsseldorf 31 maggio 1975, ore 15:30 CET 32ª giornata | Fortuna Düsseldorf | 0 – 0 referto | Amburgo | Rheinstadion (20 000 spett.)\| Arbitro: \| Klauser \| |
| Arbitro:                                              | Klauser            |               |         |                                                       |

| Arbitro: | Horstmann |

|                                                               |           |                                                     |
| Seel 35’ Kriegler 41’ Geye 56’ Baltes 59’ Brei 63’ Herzog 72’ | Marcatori | 29’ Kapellmann 38’, 40’, 42’ Müller 69’ Torstensson |

| Arbitro: | Roth |

|                       |           |                             |
| Held 13’ Kostedde 86’ | Marcatori | 2’, 87’ Zimmermann 45’ Seel |

### Coppa di Germania
| Arbitro: | Wichmann |

|                                                    |           |  |
| Herzog 3’, 62’ (rig.), 65’ Budde 54’, 77’ Geye 83’ | Marcatori |  |

| Arbitro: | Eschweiler |

|                                       |           |          |
| Budde 45’, 59’, 63’ Herzog 75’ (rig.) | Marcatori | 46’ Lang |

| Arbitro: | Gabor |

|                                    |           |                             |
| Seel 10’ Hesse 48’ Zimmermann 105’ | Marcatori | 24’ Toppmöller 38’ Sandberg |

| Arbitro: | Messmer |

|                                                   |           |                        |
| Zimmermann 31’, 38’ Geye 62’ Brei 88’, 90’ (rig.) | Marcatori | 13’ Müller 84’ Neumann |

| Arbitro: | Tschenscher |

|            |           |  |
| Lorant 74’ | Marcatori |  |

### Coppa UEFA
| Arbitro: | Wurtz |

|            |           |          |
| Pulici 27’ | Marcatori | 56’ Zewe |

| Arbitro: | Geluck |

|                                         |           |             |
| Zimmermann 10’ Seel 21’ Geye 73’ (rig.) | Marcatori | 19’ Agroppi |

| Arbitro: | Racine |

|                         |           |  |
| Varsányi 43’ Stolcz 61’ | Marcatori |  |

| Arbitro: | Bakanidze |

|                                              |           |  |
| Herzog 58’ (rig.) Czernotzky 64’ Brücken 78’ | Marcatori |  |

| Arbitro: | Martínez |

|                                     |           |  |
| Husers 33’, 62’ Kriegler 75’ (aut.) | Marcatori |  |

| Arbitro: | Gordon |

|          |           |                       |
| Seel 11’ | Marcatori | 37’ Husers 82’ Jansen |

## Statistiche

### Statistiche di squadra
| Competizione      | Punti | In casa | In casa | In casa | In casa | In casa | In casa | In trasferta | In trasferta | In trasferta | In trasferta | In trasferta | In trasferta | Totale | Totale | Totale | Totale | Totale | Totale | DR  |
| Competizione      | Punti | G       | V       | N       | P       | Gf      | Gs      | G            | V            | N            | P            | Gf           | Gs           | G      | V      | N      | P      | Gf     | Gs     | DR  |
| ----------------- | ----- | ------- | ------- | ------- | ------- | ------- | ------- | ------------ | ------------ | ------------ | ------------ | ------------ | ------------ | ------ | ------ | ------ | ------ | ------ | ------ | --- |
| Bundesliga        | 41    | 17      | 11      | 5       | 1       | 41      | 19      | 17           | 5            | 4            | 8            | 25           | 36           | 34     | 16     | 9      | 9      | 66     | 55     | +11 |
| Coppa di Germania | -     | 4       | 4       | 0       | 0       | 18      | 5       | 1            | 0            | 0            | 1            | 0            | 1            | 5      | 4      | 0      | 1      | 18     | 6      | +12 |
| Coppa UEFA        | -     | 3       | 2       | 0       | 1       | 7       | 3       | 3            | 0            | 1            | 2            | 1            | 6            | 6      | 2      | 1      | 3      | 8      | 9      | -1  |
| Totale            | 41    | 24      | 17      | 5       | 2       | 66      | 27      | 21           | 5            | 5            | 11           | 26           | 43           | 45     | 22     | 10     | 13     | 92     | 70     | +22 |

### Andamento in campionato
| Giornata  | 1 | 2 | 3 | 4 | 5 | 6 | 7 | 8 | 9 | 10 | 11 | 12 | 13 | 14 | 15 | 16 | 17 | 18 | 19 | 20 | 21 | 22 | 23 | 24 | 25 | 26 | 27 | 28 | 29 | 30 | 31 | 32 | 33 | 34 |
| --------- | - | - | - | - | - | - | - | - | - | -- | -- | -- | -- | -- | -- | -- | -- | -- | -- | -- | -- | -- | -- | -- | -- | -- | -- | -- | -- | -- | -- | -- | -- | -- |
| Luogo     | T | C | T | C | T | C | T | C | T | C  | T  | C  | T  | C  | T  | T  | C  | C  | T  | C  | T  | C  | T  | C  | T  | C  | T  | C  | T  | C  | T  | C  | C  | T  |
| Risultato | N | V | N | V | P | N | N | V | P | V  | P  | N  | V  | P  | P  | P  | V  | N  | N  | V  | V  | V  | P  | V  | P  | N  | V  | V  | V  | V  | P  | N  | V  | V  |
| Posizione | 9 | 4 | 3 | 3 | 8 | 7 | 7 | 7 | 9 | 8  | 10 | 9  | 9  | 10 | 11 | 12 | 11 | 11 | 11 | 10 | 10 | 10 | 10 | 10 | 10 | 10 | 9  | 8  | 8  | 7  | 8  | 8  | 6  | 6  |

Legenda:

Luogo: C = Casa; T = Trasferta. Risultato: V = Vittoria; N = Pareggio; P = Sconfitta.

### Statistiche dei giocatori
| Giocatore     | Bundesliga | Bundesliga | Bundesliga  | Bundesliga | Coppa di Germania | Coppa di Germania | Coppa di Germania | Coppa di Germania | Coppa UEFA | Coppa UEFA | Coppa UEFA  | Coppa UEFA | Totale   | Totale | Totale      | Totale     |
| Giocatore     | Presenze   | Reti       | Ammonizioni | Espulsioni | Presenze          | Reti              | Ammonizioni       | Espulsioni        | Presenze   | Reti       | Ammonizioni | Espulsioni | Presenze | Reti   | Ammonizioni | Espulsioni |
| ------------- | ---------- | ---------- | ----------- | ---------- | ----------------- | ----------------- | ----------------- | ----------------- | ---------- | ---------- | ----------- | ---------- | -------- | ------ | ----------- | ---------- |
| H. Baltes     | 32         | 2          | 2           | 0          | 3                 | 0                 | 0                 | 0                 | 6          | 0          | 0           | 0          | 41       | 2      | 2           | 0          |
| R. Begerau    | 1          | 0          | 0           | 0          | 0                 | 0                 | 0                 | 0                 | 0          | 0          | 0           | 0          | 1        | 0      | 0           | 0          |
| P. Biesenkamp | 5          | 0          | 0           | 0          | 1                 | 0                 | 0                 | 0                 | 0          | 0          | 0           | 0          | 6        | 0      | 0           | 0          |
| D. Brei       | 33         | 10         | 4           | 0          | 4                 | 2                 | 0                 | 0                 | 6          | 0          | 1           | 0          | 43       | 12     | 5           | 0          |
| K. Brücken    | 8          | 0          | 0           | 0          | 3                 | 0                 | 0                 | 0                 | 3          | 1          | 0           | 0          | 14       | 1      | 0           | 0          |
| K. Budde      | 18         | 3          | 2           | 1          | 4                 | 5                 | 0                 | 0                 | 5          | 0          | 0           | 0          | 27       | 8      | 2           | 1          |
| K. Büns       | 11         | 0          | 0           | 0          | 2                 | 0                 | 0                 | 0                 | 2          | 0          | 0           | 0          | 15       | 0      | 0           | 0          |
| P. Czernotzky | 20         | 0          | 1           | 0          | 3                 | 0                 | 0                 | 0                 | 4          | 1          | 0           | 0          | 27       | 1      | 1           | 0          |
| H. Degen      | 3          | 0          | 0           | 0          | 2                 | 0                 | 0                 | 0                 | 1          | 0          | 0           | 0          | 6        | 0      | 0           | 0          |
| R. Geye       | 33         | 15         | 3           | 0          | 4                 | 2                 | 0                 | 0                 | 6          | 1          | 1           | 0          | 43       | 18     | 4           | 0          |
| D. Herzog     | 33         | 8          | 6           | 0          | 5                 | 4                 | 1                 | 0                 | 6          | 1          | 0           | 0          | 44       | 13     | 7           | 0          |
| F. Hesse      | 18         | 2          | 1           | 0          | 4                 | 1                 | 0                 | 0                 | 0          | 0          | 0           | 0          | 22       | 3      | 1           | 0          |
| W. Kriegler   | 33         | 1          | 0           | 0          | 5                 | 0                 | 0                 | 0                 | 6          | 0          | 1           | 0          | 44       | 1      | 1           | 0          |
| E. Köhnen     | 29         | 0          | 1           | 0          | 4                 | 0                 | 0                 | 0                 | 5          | 0          | 0           | 0          | 38       | 0      | 1           | 0          |
| W. Seel       | 34         | 13         | 0           | 0          | 4                 | 1                 | 0                 | 0                 | 6          | 2          | 0           | 0          | 44       | 16     | 0           | 0          |
| W. Woyke      | 24         | 0          | 1           | 0          | 3                 | 0                 | 0                 | 0                 | 4          | 0          | 0           | 0          | 31       | 0      | 1           | 0          |
| G. Zewe       | 32         | 4          | 2           | 0          | 5                 | 0                 | 0                 | 0                 | 6          | 1          | 0           | 0          | 43       | 5      | 2           | 0          |
| G. Zimmermann | 32         | 8          | 2           | 0          | 5                 | 3                 | 0                 | 0                 | 6          | 1          | 1           | 0          | 43       | 12     | 3           | 0          |